# Liste der Naturdenkmale in Mengerskirchen
Die Liste der Naturdenkmale in Mengerskirchen nennt die im Gebiet der Gemeinde Mengerskirchen im Landkreis Limburg-Weilburg in Hessen gelegenen Naturdenkmale.
| Bild | Bezeichnung  | Ortsteil, Lage                                                 | Beschreibung | Art   | Nr.     |
| ---- | ------------ | -------------------------------------------------------------- | --- | ----- | ------- |
| BW   | Heidenkopf   | Mengerskirchen 50° 34′ 34″ N, 8° 9′ 54,9″ O                    | Rechts der Straße (L 3046) von Mengerskirchen nach Arborn; flächenhaftes ND; Magerstandort mit Fels-, Strauch- und Baumpartien in exponierter Lage; mitgeschützt ist eine starke Linde⊙ im östlichen Bereich der Fläche. |       | 3533071 |
| BW   | Gritte-Eiche | Winkels, Osterhügel / Unterdorf 50° 33′ 0,8″ N, 8° 10′ 46,6″ O | Einzelbaum, innerhalb der Ortslage; geschützt ist auch die Umgebung (Kronen und Wurzelraum zzgl. 5 m). Auch „Winkelser Eiche“.                                                                                           | Eiche | 3533077 |

## Belege
1. ↑  
Liste der Naturdenkmale im Landkreis Limburg-Weilburg. (PDF; 33 kB) In: www.landkreis-limburg-weilburg.de. Landkreis Limburg-Weilburg, März 2018, abgerufen am 10. Juni 2022.
2. 1 2  
Naturdenkmale in Hessen. (pdf; 405 kB) Anlage zu Kleine Anfrage der Abg. Ursula Hammann (BÜNDNIS 90/DIE GRÜNEN) vom 15.04.2011 betreffend Biotopverbund Teil 2 und Antwort der Ministerin für Umwelt, Energie, Landwirtschaft und Verbraucherschutz. Hessischer Landtag, 22. Juni 2011, abgerufen am 4. Februar 2016.

- Karte mit allen Koordinaten:
- OSM |
- WikiMap